# Hejtman německých lén
Hejtman německých lén (německy deutscher Lehenshauptmann der Krone Böhmen) stál v čele zvláštního královského úřadu v Čechách zvaného hejtmanství německých lén, jehož agendou byla správa českých zahraničních lén (feuda extra curtem) a také snaha o znovuzískání ztracených lén. 
Hejtmana jmenoval král, doložen je mezi lety 1493 a 1651, kdy byl úřad zrušen a agenda byla přenesena na apelační soud. Hejtman úřadoval německy, stál také v čele soudu (jurisdikce ve sporných záležitostech týkajících se lén), přísedícími na jeho soudu byli přísedící zemského nebo komorního soudu. Úřad se v předbělohorské době stal přednostním působištěm katolických šlechticů nebo alespoň loajálních evangelíků. Nepříliš prestižní úřad byl většinou jen přestupní stanicí na cestě do nejvyšších zemských úřadů.

## Seznam hejtmanů německých lén
- 1492–1493 Jindřich z Plavna, purkrabí na Míšni
- 1527–1535 Hanuš Pluh z Rabštejna na Bečově
- 1538 Šebestián z Weitmile (kolem 1490 – 13. 11. 1549)
- 1544–1555 Jan IV. Popel z Lobkowicz (8. 11. 1510 – 12. 4. 1570)
- 1555–1571 Jáchym Šlik na Rabštejně (1527 Ostrov – 1574)
- 1572 (31. 5.) Jáchym ze Švamberka na Kynžvartě
- 1578–1590 Jan V. Popel z Lobkowicz na Točníku (1521 nebo 1527 – 18. 6. 1590; chlumecká linie)
- 1595–1601 Adam Slavata z Chlumu na Čestíně Kostele (1546 – 27. 2. nebo 29. 3. 1616 Kutná Hora)
- 1602–1603 (20. 1.) Hertvík Zeidlic ze Šenfeldu
- 1603 (16. 6.) – 1623 Štěpán Jiří ze Šternberka na Postoloprtech (1570–1625)
- 1619–1620 Fridrich z Bílé na Řehlovicích a Chotomíři († 21. 6. 1621 Praha, popraven)